# Латы (часть снаряжения судна)
Латы — полосы-пластины из упругого материала, поддерживающие форму паруса. Могут быть изготовлены из стекловолокна или углепластика. Всё меньше в настоящее время для изготовления лат используется дерево.
Вставляются в латные карманы паруса, как правило, на гроте яхты, или на крыле парусной доски. По необходимости, могут проходить через весь парус или быть небольшой длины для поддержания формы задней шкаторины.